# Segelfluggelände Braunfels

i7
i11
i13
Das Segelfluggelände Braunfels liegt in der Stadt Braunfels im Lahn-Dill-Kreis in Hessen, etwa einen Kilometer nördlich des Zentrums von Braunfels.

## Flugbetrieb
Das Segelfluggelände ist mit einer 540 m langen und 30 m breiten Start- und Landebahn aus Gras (Richtung 07/25) ausgestattet. Es besitzt eine Betriebszulassung für Segelflugzeuge, Motorsegler und Ultraleichtflugzeuge. Der Start von Segelflugzeugen erfolgt per Flugzeugschlepp oder Windenstart. Weiterhin findet am Flugplatz Modellflug statt. Der Halter und Betreiber des Segelfluggeländes ist die Luftsportgemeinschaft Braunfels e. V.